# Vuelta a España 2025/16. Etappe
Die 16. Etappe der Vuelta a España 2025 findet am 9. September 2025 statt. Sie endet mit der achten Bergankunft der 80. Austragung des spanischen Etappenrennens. Die Strecke führt über 167,9 Kilometer von Poio nach Castro de Herville, wo sich das Ziel auf einer Höhe von 504 Metern neben der Ermida da Virxe das Neves befindet. Nach der Zielankunft werden die Fahrer insgesamt 2580,3 Kilometer absolviert haben, was 80,9 % der Gesamtdistanz der Rundfahrt entspricht.

## Streckenführung
Nach dem Start in Poio führt die Strecke durch Pontevedra, ehe es auf der EP-2908 auf die Hänge des Monte Espiño geht. Hier wird jedoch keine Bergwertung abgenommen und die Fahrer gelangen auf direktem Weg nach Ponteareas. Über Salceda de Caselas geht es nun weiter nach Tui, das am Ufer des Río Miño liegt, der Spanien von Portugal trennt. Über die PO-340 geht es nun bergauf zur Alto de San Antoniño (402 m), die nach 82,9 Kilometern eine Bergwertung der 3. Kategorie darstellt. Die nachfolgende Abfahrt führt nach Gondomar, ehe es flach nach San Pedro da Ramallosa und Baiona geht. Nun erfolgt die Auffahrt auf die Alto de Groba (623 m), die nach 109,8 Kilometern als Bergwertung der 1. Kategorie überquert wird. Der Anstieg weist dabei auf einer Länge von 11,3 Kilometern eine durchschnittliche Steigung von 5,3 % auf. Zugleich bildet der Anstieg den Auftakt des hügligen Finales, auf dem nun mehrere Steigungen befahren werden müssen. Zunächst geht es über die kleinen Ortschaften Bonaval, Villachán do Monte und Cristelos bergab nach Vilameán, ehe die Straße auf der PO-344 erneut zu steigen beginnt. Nachdem der höchste Punkt erreicht wurde, führt die Strecke jedoch nicht weiter nach Gondomar, sondern biegt rechts auf eine kleinere Nebenstraße ab. Hier wird zunächst nach 136,7 Kilometern der Zwischensprint in Couso ausgefahren, ehe es über Gonda, O Camiño Branco und Murxido auf die Alto de Prado (439 m) geht. Hier wird 23,4 Kilometer vor dem Ziel eine Bergwertung der 2. Kategorie abgenommen und ein Bonussprint ausgefahren, bevor eine längere Abfahrt nach O Porriño erfolgt.
O Porriño bildet zugleich den Startpunkt des Schlussanstiegs, der auf einer Länge von 8,2 Kilometern eine Durchschnittssteigung von 5,2 % aufweist. Der steilste Abschnitt befindet sich dabei im unteren Teil des Anstiegs, der auf der Camiño da Mouta von Agüeiro zur Iglesia de San Miguel de Pereiras führt. Weiters geht es über Roublín nach O Coto, wo die Straße kurzzeitig abflacht. Die letzten Kilometer führen schließlich von Erville zur Ermida da Virxe das Neves, wo sich das Ziel auf einer Höhe von 504 Metern befindet. Der Schlussanstieg gilt als Bergwertung der 2. Kategorie.
|                            | Ort                  | Kilometer | Länge (km) | Höhe (m) | Ø Steigung |
| -------------------------- | -------------------- | --------- | ---------- | -------- | ---------- |
| Start                      | Poio                 | 0,0       |            |          |            |
| Bergwertung (3. Kategorie) | Alto de San Antoniño | 82,9      | 9          | 402      | 4 %        |
| Bergwertung (1. Kategorie) | Alto de Groba        | 109,8     | 11,3       | 623      | 5,3 %      |
| Zwischensprint             | Couso                | 136,7     |            |          |            |
| Bergwertung (2. Kategorie) | Alto de Prado        | 144,5     | 4,3        | 439      | 7,4 %      |
| Bonussprint                | Alto de Prado        | 144,5     |            |          |            |
| Bergwertung (2. Kategorie) | Castro de Herville   | 167,9     | 8,2        | 504      | 5,2 %      |
| Ziel                       | Castro de Herville   | 167,9     |            |          |            |

## Ergebnis
| \| Etappenergebnis \| Etappenergebnis \| Etappenergebnis \| Etappenergebnis \| Etappenergebnis \| \| Fahrer \| Fahrer \| Land \| Team \| Zeit \| \| --------------- \| --------------- \| --------------- \| --------------- \| --------------- \| |        |      |      |      |
| |        |      |      |      |
| Quelle: ProCyclingStats |        |      |      |      |
| Etappenergebnis |        |      |      |      |
| Fahrer | Fahrer | Land | Team | Zeit |

## Gesamtstände
| \| Gesamtwertung \| Gesamtwertung \| Gesamtwertung \| Gesamtwertung \| Gesamtwertung \| \| Fahrer \| Fahrer \| Land \| Team \| Zeit \| \| ------------- \| ------------- \| ------------- \| ------------- \| ------------- \| |        |      |      |      |
| |        |      |      |      |
| Quelle: ProCyclingStats |        |      |      |      |
| Gesamtwertung |        |      |      |      |
| Fahrer | Fahrer | Land | Team | Zeit |

| Punktewertung | Punktewertung | Punktewertung | Punktewertung | Punktewertung |
| Fahrer        | Fahrer        | Land          | Team          | Punkte        |
| ------------- | ------------- | ------------- | ------------- | ------------- |

| Bergwertung | Bergwertung | Bergwertung | Bergwertung | Bergwertung |
| Fahrer      | Fahrer      | Land        | Team        | Punkte      |
| ----------- | ----------- | ----------- | ----------- | ----------- |

| Nachwuchswertung | Nachwuchswertung | Nachwuchswertung | Nachwuchswertung | Nachwuchswertung |
| Fahrer           | Fahrer           | Land             | Team             | Zeit             |
| ---------------- | ---------------- | ---------------- | ---------------- | ---------------- |

| Mannschaftswertung | Mannschaftswertung | Mannschaftswertung | Mannschaftswertung |
| Team               | Team               | Land               | Zeit               |
| ------------------ | ------------------ | ------------------ | ------------------ |